# Parafia Trójcy Przenajświętszej w Kietlinie

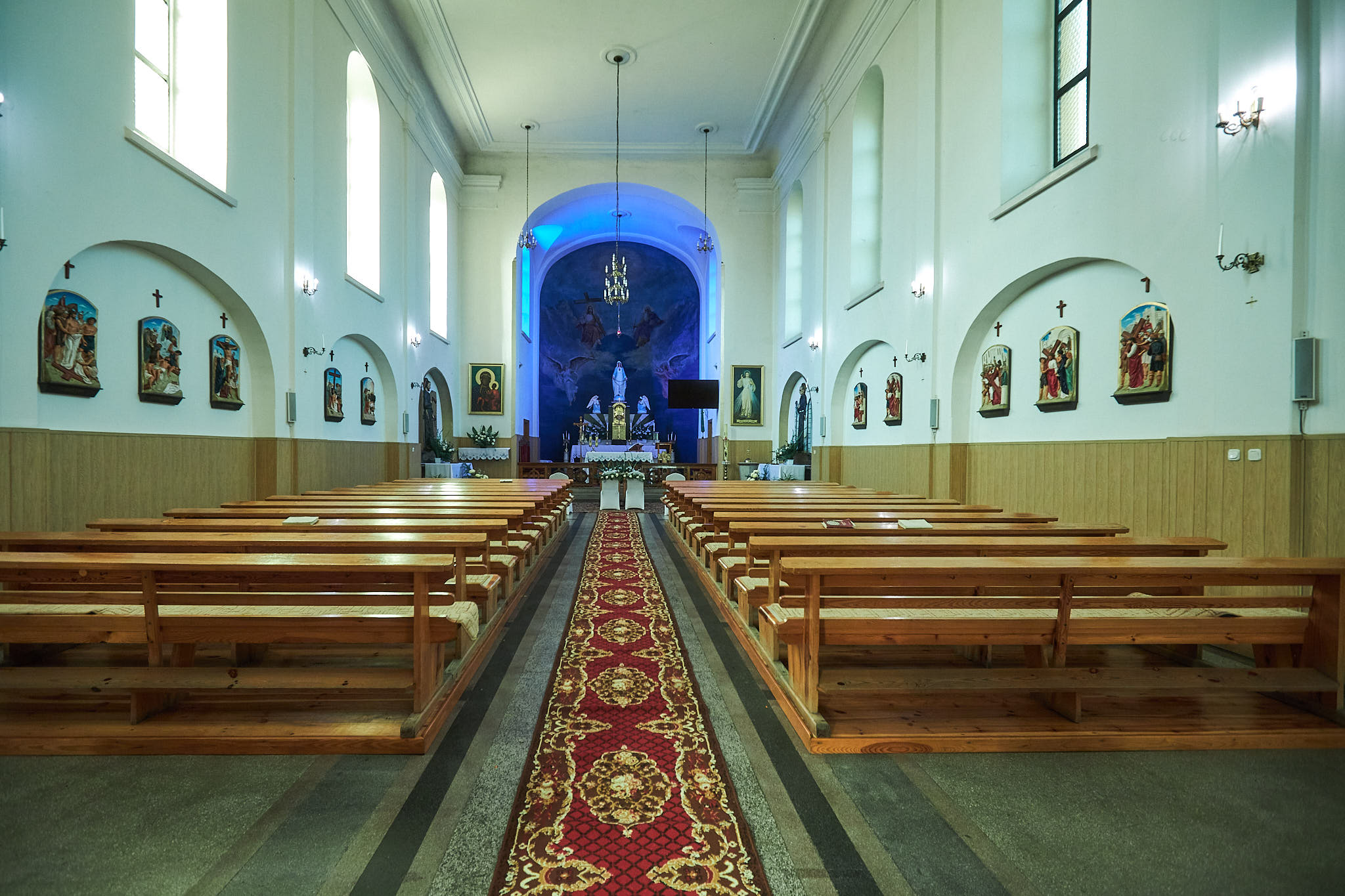
Wnętrze kościoła parafialnego

Parafia Trójcy Przenajświętszej w Kietlinie – parafia rzymskokatolicka znajdująca się w archidiecezji częstochowskiej, w dekanacie Radomsko – św. Lamberta.
Od 2014 roku proboszczem jest ks. Marian Kozłowski.